# Bisztracseres
Bisztracseres (románul: Cireșa) település Romániában, a Bánságban, Krassó-Szörény megyében.

## Fekvése
Karánsebestől északkeletre fekvő település.

## Nevének eredete
Nevét a Bisztra folyóról kapta, melynek partján fekszik. Cseres neve pedig megkülönböztetés a Krassó vármegyei Cseres-Teraes falutól.

## Története
Bisztracseres vagy Cseres neve 1580-ban tűnik fel először Cserese néven, Báthory Kristóf oklevelében.
1581-ben és 1583-ban Cerese, Cheresse, Cseresse, 1602-ben Chieresa, 1808-ban Cserese (Bisztra-), Cseresha Bistra, 1888-ban Csirésa, 1913-ban Bisztracseres néven írták.
1580-ban Báthory Kristóf elrendeli, hogy karánsebesi Olasz Konstantin özvegyét Fióka Annát és leányát Katalint, új adomány címén iktassák be a Szörény vármegyei karánsebesi kerületben fekvő Karczmafalva, Zavoy, Valemare, Yaiszlova és Cserese nevű falvak részbirtokába.
1777-ben a törökök kiűzése után kincstári birtok, az oláh–illír bánsági határőrezred területéhez csatolták; a katonai határőrvidék alatt Csiresa az ohabai századhoz tartozott.
1796-ban Vályi András írta a településről:
Bistra Cserese. Elegyes falu a Bánátban, Krassó Vármegyében, földes ura a Királyi Kamara, fekszik Bisztra mellett, Erdély Országnak szélén, Karánsebestől egy, és 1/4. mértföldnyire.
A trianoni békeszerződés előtt Krassó-Szörény vármegye Karánsebesi járásához tartozott.
1910-ben 630 lakosából 28 magyar, 39 német, 542 román volt. Ebből 53 római katolikus, 553 görögkeleti ortodox, 16 izraelita volt.